# 57 므네모시네
57 므네모시네(57 Mnemosyne)는 태양계의 화성과 목성 사이의 소행성대에 있는 대형 S형 소행성의 하나이다. 고자이 요시히데 등의 학자들은 므네모시네로 대표되는 소규모의 소행성족이 존재한다고 추정하고 있다.
1859년 9월 22일에 로베르트 루터에 의해 발견되었다. 그리스 신화에 등장하는 티탄족 여신인 므네모시네의 이름을 땄다.